# Flat Rock (hrabstwo Henderson)
Flat Rock – wieś w Stanach Zjednoczonych, w stanie Karolina Północna, w hrabstwie Henderson.